# Sam Lloyd
Sam Lloyd (Weston, Vermont, 1963. november 12. – Los Angeles, Kalifornia, 2020. április 30.) amerikai színész.

## Filmszerepei
- City (1990, tv-sorozat, 13 epizódban)
- Gyilkos nap (Rising Sun) (1993)
- Megőrülök érted (Mad About You) (1997, tv-sorozat, két epizódban)
- Flubber – A szórakozott professzor (Flubber) (1997)
- Űrbalekok (3rd Rock from the Sun) (1997–1998, tv-sorozat, két epizódban)
- Galaxy Quest – Galaktitkos küldetés (Galaxy Quest) (1999)
- Dokik (Scrubs) (2001–2009, tv-sorozat, 95 epizódban)
- Tűzkitörés (Scorcher) (2002)
- Anyja fia (The Mudge Boy) (2003)
- The Real Old Testament (2003)
- Elbaltázott éjszaka (Back by Midnight) (2004)
- Született feleségek (Desperate Housewives) (2004–2005, tv-sorozat, nyolc epizódban)
- Már megint Malcolm (Malcolm in the Middle) (2005, tv-sorozat, egy epizódban)
- A gyerekesek (The Brothers Solomon) (2007)
- Waking Up with Monsters (2007)
- Pants on Fire (2008)
- ExTerminators (2009)
- Szeleburdi szuperhősök (Super Capers: The Origins of Ed and the Missing Bullion) (2009)